# Wim Monhemius
Willem Gerrit (Wim) Monhemius (Voorburg, 22 juli 1928 - Geldrop, 1 juli 2017) was een Nederlands werktuigbouwkundig ingenieur en van 1962 tot 1987 hoogleraar bedrijfseconomie aan de Technische Hogeschool te Eindhoven.

## Levensloop

### Jeugd en opleiding
Monhemius was de zoon van Leonard Monhemius (1897-1980), werktuigbouwkundig ingenieur en hoofdingenieur-directeur bij de Zuiderzeewerken en Corrie Krop (1902-1987).
Hij deed in 1947 het HBS-b eindexamen aan het Vrijzinnig-Christelijk Lyceum in Den Haag, en vervolgde met de studie werktuigbouwkunde aan de Technische Hogeschool te Delft. In 1950 behaalde hij het kandidaatsexamen en na een stage bij het adviesbureau van Martin Ydo behaalde hij in 1952 het ingenieursexamen mechanische technologie bij prof. R. van Hasselt. Na zijn emeritaat promoveerde hij in 1990 onder G.G.J. Bos en Pierre Malotaux in Delft.

### Philips, Technische Hogeschool en verder
Van 1955 tot 1962 was Monhemius werkzaam bij Philips. In 1962 werd hij benoemd tot hoogleraar bedrijfseconomie aan de Technische Hogeschool te Eindhoven. In 1963 hield hij zijn inaugurale rede over de rol van de wiskunde als hulpwetenschap van de bedrijfskunde."
In de jaren 1960 nam hij in samenwerking met de professoren Carel de Beer en M.J.M. Daniëls van de vakgroep organisatiepsychologie het initiatief tot oprichting van de studierichting technische bedrijfskunde in Eindhoven. Deze opleiding ging in 1966 van start met een eigen kandidaats- en ingenieursprogramma, na een eerste jaar werktuigbouwkunde. Hij werkte hier in de tijd samen naast bovengenoemde met psycholoog Jan Schouten, Henk Feitsma en Arie Nagel. Hij werd in 1987 opgevolgd door Will Bertrand.
In 1964 was Monhemius samen met Maren Leo Wijvekate onderscheiden met de Efficiencyprijs. Monhemius was verder actief bij de Vereniging voor Statistiek.

## Werk
Bij gloeilampenfabrieken Philips in Eindhoven was Monhemius gestart bij de afdeling Technische Efficiency en Organisatie. Met enige postdoctorale cursussen en seminars specialiseerde hij zich verder in de Operations Research, en kreeg in 1959 de leiding over de sectie Planning, Voorraadbeheer en Operations Research. Over zijn werk publiceerde hij enige rapporten en artikelen voor vaktijdschriften in binnen- en buitenland. Samen met ir. R.N.van Hees ontwikkelde hij het boek "Voorraadbeheer en Produktieregeling."
Aan de Technische Hogeschool te Eindhoven legde Monhemius zich verder toe op de ontwikkeling van meer geavanceerde technieken op het gebied van de operations research. Een van de speerpunten was de studie van de organisatie en personeelsinzet in het algemeen ziekenhuis, waarover verschillende publicaties verschenen.

## Publicaties, een selectie
- Wim Monhemius, Inleiding Bedrijfseconometrie, TUe. 1968.
- Monhemius, Willem G. Profiles in management: Relations in the market and business place. 1990.
- Wil Bertrand & Wim Monhemius (eds.). Onderhoud en logistiek; Op weg naar integrale beheersing. Samsom/Nive, Alphen aan den Rijn, 1991.
- Ad van Goor, W. Monhemius, J.C. Wortmann. Poly Logistiek Zakboekje. 1998